# Universidade Lovanium
A Universidade Lovanium (em francês:  Université Lovanium) foi uma universidade católica jesuíta estabelecida em Quinxassa, no antigo Congo Belga (atual República Democrática do Congo).  Após a independência do país, a Universidade continuou a funcionar, tendo sido então convertida na Universidade Nacional do Zaire. Assim, pode ser considerada a antecessora da atual Universidade de Quinxassa.
Fundada em 1954 pelo monsenhor Luc Gillon, da Universidade Católica de Lovaina (UCLouvain), Bélgica, e permaneceu ligada a UCLouvain até sua conversão em Universidade Nacional do Zaire, em 1971.

## Historia
Antes da fundação da Lovanium, a UCLouvain já possuía vários estabelecimentos de ensino no Congo Belga. A Fomulac (Fundação Médica da Universidade de Lovaina, no Congo), fundada em 1926, tinha como objetivo formar enfermeiros e realizar pesquisas em medicina tropical. Além disso, a UCL fundou a Cadulac (centros agronômicos da Universidade de Lovaina, no Congo) em 1932, na localidade de Kisantu. Essas escolas treinavam agricultores congoleses e constituíam o núcleo da futura universidade.
Quando o núncio apostólico no Congo Belga anunciou a criação de uma universidade católica, o padre Schurmans, diretor do centro universitário de Kisantu, ficou encarregado do projeto. Depois de muitas dificuldades, ele adquiriu um terreno a uma dúzia de quilômetros ao sul de Léopoldville, no planalto de Kimwenza. Os primeiros pavilhões foram construídos lá, em 1953. No ano seguinte, o projeto foi retomado pela Universidade Católica de Lovaina, apesar da relutância dos círculos coloniais e dos partidos socialistas e liberais belgas. Os cursos começaram em 1954 e os primeiros diplomas foram concedidos em 1958, sob a supervisão de professores de universidades belgas.
Pouco antes da independência do Congo em 1960, Lovanium se distanciou um pouco mais da UCLouvain ao se tornar legalmente independente, mesmo que este último continuasse a fornecer assistência financeira e material a partir de então. Alguns professores da UCLouvain compartilharam seu tempo entre Louvain e  Lovanium.
Em outubro de 1967, o monsenhor Tshibangu, formado em teologia pela UCLouvain, sucedeu o monsenhor Gillon. Em 1971, Mobutu Sese Seko decidiu fundir a Universidade Lovanium com as universidades de Lubumbashi (mantida pela Universidade de Liège) e Quissangane (fundada por missionários protestantes) em uma única universidade, chamada Universidade Nacional do Zaire.